# Neanura pallida
Neanura pallida is een springstaartensoort uit de familie van de Neanuridae. De wetenschappelijke naam van de soort is voor het eerst geldig gepubliceerd in 1979 door Louis Deharveng.